# London Congestion Charge
Die London congestion charge (englisch für Londoner Staugebühr) ist eine Innenstadtmaut, die Kraftfahrer im Zentrum von London entrichten müssen. London ist nicht die erste, war aber bis 2006 die größte Stadt, die eine solche Gebühr erhebt. Die für die Gebühr zuständige Organisation ist die Transport for London (TfL), die auch das Londoner ÖPNV-System trägt.
Diese Mautgebühr soll bezwecken, dass Reisende statt Kraftfahrzeugen verstärkt den öffentlichen Nahverkehr, umweltfreundlichere Fahrzeuge, Fahr- und Motorräder nutzen oder zu Fuß gehen. Dadurch sollen Staus und die damit verbundene Umweltverschmutzung reduziert und die Dauer der Fahrten zeitlich berechenbarer werden. TfL investiert nach eigenen Angaben einen Großteil des erhobenen Geldes in den Nahverkehr.
Die Gebühr wurde zum 17. Februar 2003 eingeführt. Der registrierte Besitzer eines Fahrzeugs, mit dem die markierte Mautzone werktags (montags–freitags) zwischen 7 und 18 Uhr genutzt werden soll, muss eine Tagesgebühr von 17,50 £ bzw. 15 £ bei Benutzung des automatischen Bezahlsystems „Auto Pay“ oder einer anderen Online-Zahlungsmöglichkeit entrichten (seit 22. Juni 2020, zunächst für ein Jahr). Ist die Gebühr nicht bis 24 Uhr desselben Tages bezahlt, wird sie auf 17,50 £ angehoben. Das soll als Anreiz dienen, nicht in letzter Minute zu zahlen. Ist die Zahlung bis um Mitternacht des dritten „Zahltages“ nach dem Reisetag noch immer nicht erfolgt („by midnight on the third charging day after travel“), wird ein Bußgeld von derzeit 160 £ (50 % Rabatt bei Zahlung innerhalb von 14 Tagen) erhoben. Wird das Bußgeld nicht innerhalb von 28 Tagen bezahlt, steigt es auf £240. Bis zum 4. Juli 2005 betrug die Tagesgebühr 5 £, bis zum 3. Januar 2011 8 £ und bis zum 15. Juni 2014 10 £, danach 11,50 £.
Bestimmte Fahrzeuge sind von der Gebühr ausgenommen, darunter Busse, Einsatzfahrzeuge von Polizei, Feuerwehr und Rettungsdiensten, Fahrzeuge ohne Benzinmotor, Minibusse ab einer gewissen Größe, Motor- und Fahrräder, sowie Taxis. Technisch gesehen erhalten einige dieser Fahrzeuge nur vollständige Rabatte, müssen jedoch noch immer registriert werden. Anlieger können durch den Erwerb von Zeitkarten (gültig für mindestens eine Woche) bis zu 90 Prozent der Mautgebühren einsparen.

## Die Mautzone

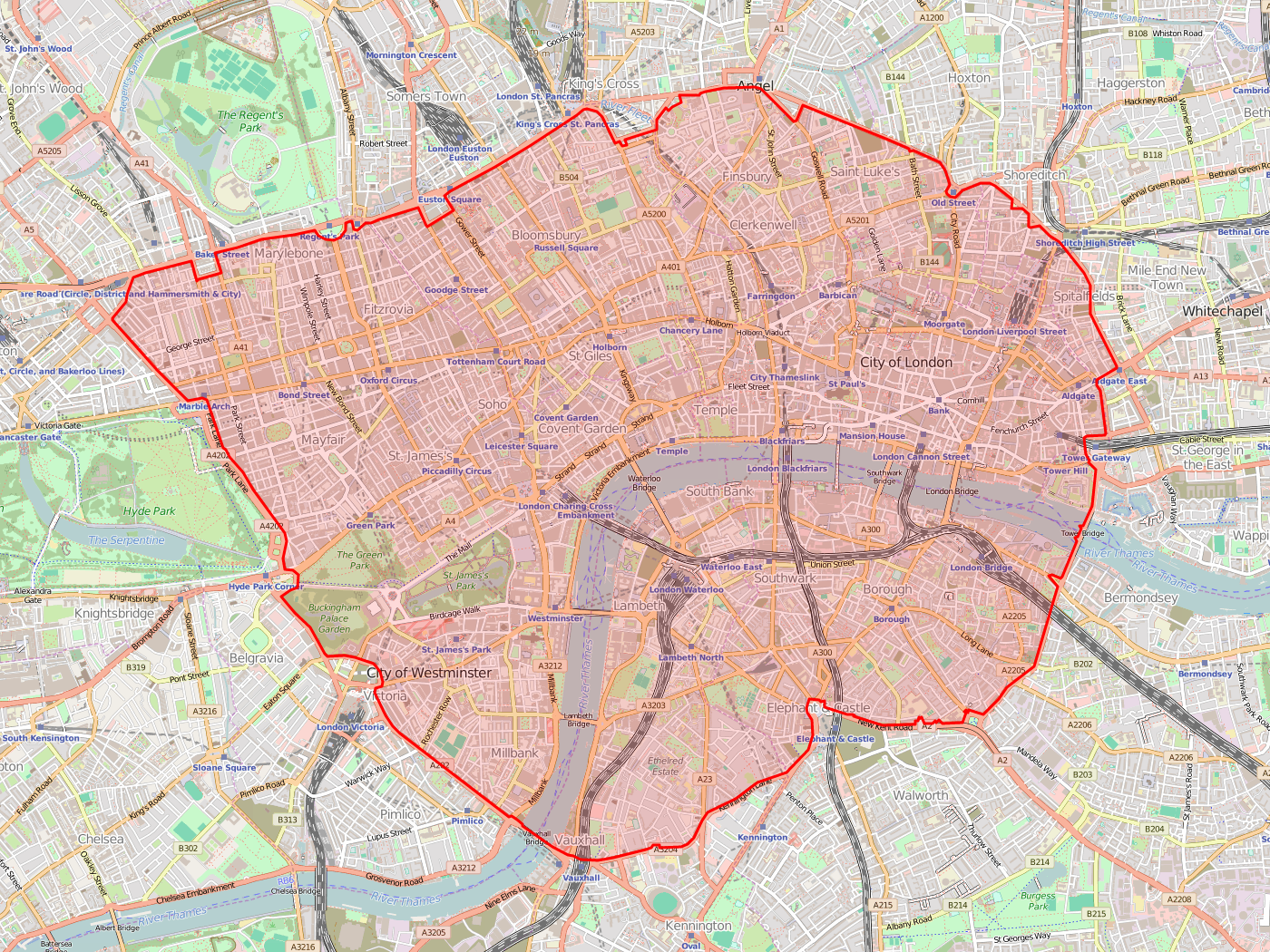
Ursprünglicher Bereich der Londoner Congestion Charge

Die Grenze der ersten Zone wird auch als die innere Ringstraße Londons bezeichnet. Vom nördlichsten Punkt im Uhrzeigersinn gesehen wird die Zone durch die größeren Straßen Pentonville Road, City Road, Old Street, Commercial Street, Mansell Street, Tower Bridge Road, New Kent Road, Elephant and Castle, Vauxhall Bridge Road, Park Lane, Edgware Road, Marylebone Road und die Euston Road definiert. Kleinere Straßen schließen die dabei entstehenden Lücken. Um die Grenzstraßen zu befahren, muss keine Gebühr entrichtet werden. Zwischen Weihnachten und Neujahr 2002 wurden auf allen Einfahrtstraßen Markierungen angebracht, die die Fahrer auf die Gebührenerhebung aufmerksam machen sollen.
Durch diese Straßen eingeschlossen werden die gesamte City of London, das Bankenviertel, sowie das Londoner West End, das primäre Kommerz- und Unterhaltungszentrum der Stadt. Von den neun Millionen Einwohnern Greater Londons leben etwa 136.000 Einwohner innerhalb der ersten Mautzone, die eher als Gewerbegebiet denn als Wohngebiet betrachtet wird.
Am 19. Februar 2007 trat die Western Extension (Erweiterung der Zone in Richtung Westen) in Kraft, mit Wirkung zum 4. Januar 2011 wurde diese Erweiterung wieder zurückgenommen.

### Toxicity charge (Schadstoffmaut)
Am 23. Oktober 2017 wurde eine neue Gebühr für die Toxizität eingeführt. Ältere und umweltbelastendere Pkw und Lieferwagen, die nicht den Euro-4-Normen entsprechen, müssen zusätzlich zu der Staugebühr eine Gebühr von 10 Pfund zahlen, um in der Londoner Innenstadt innerhalb der Congestion-Charge-Mautzone fahren zu dürfen. Die Abgabe gilt typischerweise für Fahrzeuge mit Diesel- oder Ottomotoren, die vor 2006 zugelassen wurden. Londons Bürgermeister Sadiq Khan kündigte dies am 17. Februar 2017 an, nachdem London im Januar 2017 Rekordwerte bei der Luftverschmutzung erreicht hatte. Die EU-Grenzwerte für Stickoxide in der Luft, die hauptsächlich von Dieselfahrzeugen emittiert werden, wurden regelmäßig überschritten. Als weitere Unterstützung der Luftverbesserung werden seit Januar 2018 nur noch Taxis mit Elektro- oder Hybridantrieb neu zugelassen. Am 8. April 2019 trat eine verschärfte Maut in Kraft, deren Höhe auf 12,50 £ festgesetzt wurde. Sie wird während 24 Stunden am Tag erhoben. 2021 soll sie auf weite Teile der Stadt ausgedehnt werden.

## Technik und Durchsetzung

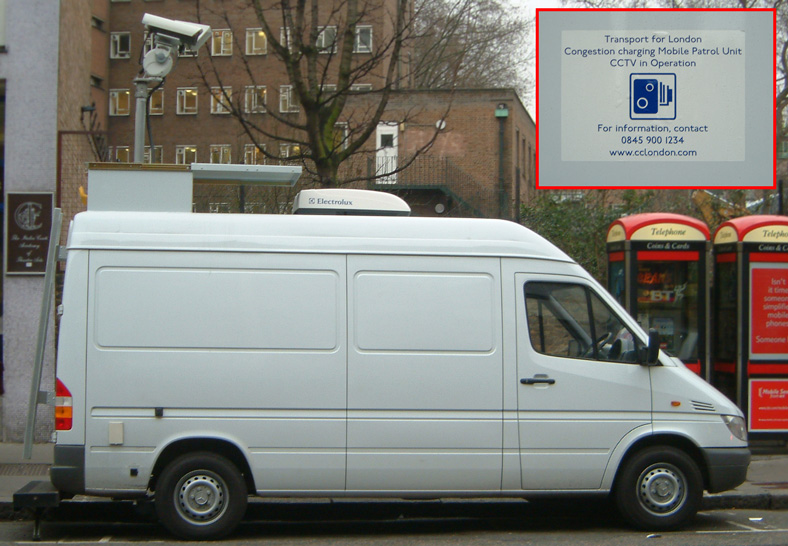
Kameras und Fahrzeuge führen eine Videoüberwachung der Zone durch. Die Fahrzeuge können anhand einer Plakette an der Hecktür identifiziert werden.

Die Durchsetzung der Maut wird durch Videoüberwachung der Straßen mit 230 Überwachungskameras realisiert, von denen 180 am Rand des Bereichs installiert sind. Zusätzlich wird eine Reihe mobiler Kameras innerhalb der Mautzone eingesetzt. Der Anteil derart erfasster Fahrzeuge am Gesamtverkehr wird auf 98 % geschätzt. Die Videodaten werden an ein Rechenzentrum in Zentral-London übertragen, wo per automatischer Nummernschilderkennung der Halter des Fahrzeugs ermittelt wird. Ein zweites Rechenzentrum übernimmt die Datensicherung der Bilder.
Zwar ist dieses Verfahren nicht unfehlbar, eine angemessene Erfolgswahrscheinlichkeit reicht jedoch zur Abschreckung aus. Bei Ein- und Ausfahrt aus der Zone werden deshalb jeweils die vorder- und rückseitigen Nummernschilder aufgenommen, wodurch vier Chancen bestehen, ein Fahrzeug zu identifizieren. Die 50 Kameras innerhalb des Mautbereichs erfassen Fahrzeuge, die nicht bei Einfahrt identifiziert wurden oder sich nur innerhalb der Zone bewegen.
Die so gewonnene Fahrzeugliste wird automatisch mit der Liste der Fahrzeuge verglichen, für die die Mautgebühr bereits entrichtet wurde. Wer zahlt, aber nicht innerhalb des Mautbereichs erfasst wird, hat dabei keinen Anspruch auf Rückzahlung. Wer jedoch nicht zahlt und dennoch erfasst wird, dem droht ein Bußgeld. Der Halter eines solchen Fahrzeugs wird mittels einer von der Driver and Vehicle Licensing Agency in Swansea bereitgestellten Datenbank ermittelt. Das Bußgeld beträgt 65 £ innerhalb der ersten zwei Wochen, 130 £ danach und 195 £, sollte der Betrag nach vier Wochen noch nicht bezahlt sein.
Während private Fahrzeughalter die Mautgebühr in Eigeninitiative entrichten müssen, gelten für Geschäftsfahrzeuge andere Regeln. Ein Unternehmen kann eine Fahrzeugflotte bei TfL registrieren lassen, wobei für jedes durch die Überwachung erfasstes Fahrzeug 5 £ pro Tag berechnet werden.
Im Mai 2005 gründete der Geschäftsmann Miguel Camacho die Firma fivepounds.co.uk. Privatfahrzeuge konnten als Teil der Firmenfahrzeugflotte von fivepounds.co.uk registriert werden. Dadurch musste der Fahrzeughalter die Maut nicht mehr proaktiv zahlen, entging Bußgeldern und bekam bei Nichtentdeckung durch die Kameras sogar „freie“ Fahrten. Fivepounds.co.uk erhob eine monatliche Verwaltungsgebühr von 10 £, so dass das Angebot nur für regelmäßige Besucher der Zone attraktiv war. TfL, die 36 % ihrer Gebührenumsätze durch Bußgelder erzielen, verlangten daraufhin die Vorlage der Fahrzeugbriefe für die Registrierung von Firmenfahrzeugen. Durch eine Regeländerung der zuständigen Behörde musste die „Flotte“ am 26. Februar 2006 schließen.

## Ökonomische Grundlage
Aus Sicht der Volkswirtschaftslehre sind Straßen öffentliche Güter, die sich von privaten Gütern durch Nicht-Ausschließbarkeit und Nicht-Rivalität unterscheiden. Dies bedeutet, dass das Gut durch Benutzung nicht „konsumiert“ wird und Einzelne gewöhnlich nicht von der Nutzung ausgeschlossen werden. Aus diesem Grunde müssen Straßen zumeist vom Staat gebaut werden, denn der Markt selbst stellt sie nicht in ausreichendem Maße bereit.
Auf einer stark ausgelasteten Straße behindern sich jedoch die Nutzer gegenseitig, wodurch eine gewisse Rivalität entsteht. Wenn nun ein individueller Benutzer diese Straße benutzt, beeinträchtigt er damit andere, bezieht das jedoch nicht in sein Kalkül ein. Ein externer Effekt entsteht, der ohne Eingriff eine wohlfahrtsoptimierte Entscheidung verhindert und zu Marktversagen führt. Eine Congestion Charge kann diesen Mangel beheben. Um dies zu erreichen, sollte sie genau so hoch sein, wie Dritte die durch den Benutzer verursachte Behinderung bewerten, die der Nutzer so in sein Kalkül einbeziehen muss.
Im Idealfall sollte sich die Gebühr deshalb an die aktuelle Auslastung der Straße anpassen. So sollte sie beispielsweise während der Hauptverkehrszeiten deutlich höher sein als in der verkehrsarmen Nacht. Die Londoner Congestion Charge erreicht dieses Ziel nur teilweise, da sie zwar einerseits während der Nacht nicht erhoben wird, jedoch tagsüber nicht variiert und auch das Ausmaß der Behinderung Dritter (beispielsweise die Dauer der Fahrt) nicht in Betracht gezogen wird.
Im Zusammenhang mit dem Individualverkehr gibt es noch weitere externe Effekte wie etwa die Umweltbelastung, die jedoch auch durch eine allgemeine Mineralölsteuer abgefangen werden können.
Aus Sicht der Ökonomie ist es also generell sinnvoll, für die Nutzung überlasteter Straßen eine Mautgebühr zu erheben.

## Besonderheiten
Die Londoner Stauplanung hat aus mehreren Gründen Aufmerksamkeit auf sich gezogen:
- Es ist das erste großflächige Mautprojekt Großbritanniens; zuvor wurde lediglich ein kleineres Modell in Durham erprobt. Dabei müssen Fahrer werktags zwischen 10 und 16 Uhr 2 £ für die Einfahrt in einen kleinen Bereich der Stadt entrichten. Neben der Kameraüberwachung werden hier auch Poller verwendet, die nach Bezahlung bei Verlassen der Zone automatisch abgesenkt werden. Der Versuch erwies sich als erfolgreich, da er den Verkehr innerhalb dieser kleinen Zone von 2000 auf etwa 200 Fahrzeuge pro Tag absenkte.
- Da weltweit auch viele andere verkehrsstarke Städte mit häufiger Staubildung konfrontiert sind, könnten, sofern sich die Londoner Maut tatsächlich als stauhemmend erweist, ähnliche Modelle in anderen Städten übernommen werden.
- Das System basiert auf fortschrittlicher Technologie; so können Fahrer die Gebühr via SMS, in Geschäften mit einem PayPoint oder per Telefon entrichten.
- Die Gesamtkosten für die Realisierung des Plans, inklusive der Aufstellung der Kameras, dem Callcenter für die Gebührenabwicklung und der Anzeigenkampagne, die die Fahrer auf das System aufmerksam machte, betrugen über 250 Millionen Pfund Sterling. Eine Amortisation wurde binnen drei Jahren erwartet. Durch den Rückgang des Verkehrs und den damit verbundenen Einnahmerückgang TfLs (siehe weiter unten) erfüllte sich diese Erwartung jedoch nicht.

Gegner der Maut kritisieren zu geringe Kapazitäten des öffentlichen Nahverkehrs und soziale Unverträglichkeit der Pauschalgebühr. Dem steht gegenüber, dass während der gebührenpflichtigen Zeiten freie Parkflächen nur für Anwohner vorhanden sind und die Maut weniger als die durchschnittliche Parkgebühr für eine Stunde beträgt.
TfL beauftragte Capita plc mit der Implementierung des Modells. Subunternehmer waren unter anderem Mastek Ltd aus Mumbai, Indien, die für die IT-Infrastruktur verantwortlich waren. Aufgrund der weltweiten Verteilung der beteiligten Unternehmen auf Länder mit jeweils unterschiedlichen Richtlinien in Sachen Datenschutz hat das Projekt Bedenken bezüglich der Sicherung der Privatsphäre auf sich gezogen. So bestätigte Ken Livingstone (damals Bürgermeister von London) selbst, dass eine Fernsteuerung der Kameras möglich ist und im Fall von Ermittlungen die Daten den ermittelnden Behörden zur Verfügung stünden. Ebenso gab Livingstone bekannt, dass die Kameras aus Sicherheitsgründen auch bei Scheitern des Systems in Betrieb blieben.

## Die Maut in der Praxis

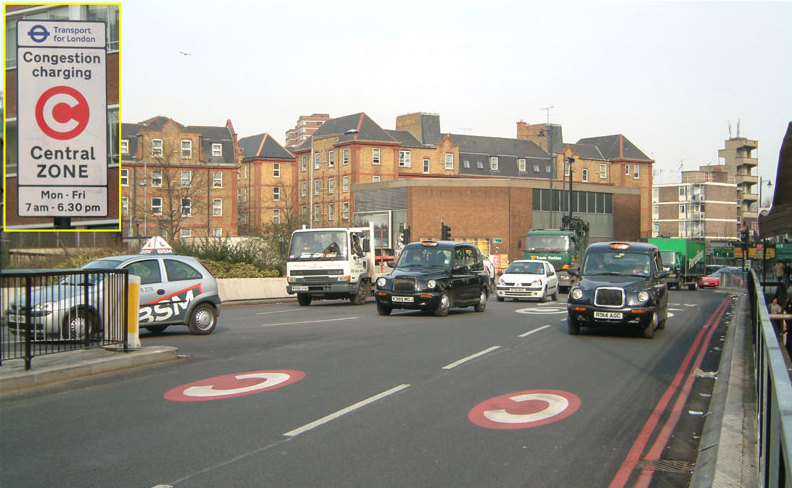
Straßenmarkierungen und Schilder machen in der Old Street auf die Maut aufmerksam.

Vor der Einführung der Maut wurde ein ruppiger Start befürchtet. Ken Livingstone, als Bürgermeister Londons wichtiger Befürworter der Maut, befürchtete gar einen „blutigen Tag“. Tatsächlich bewirkte das System in den ersten zwei Tagen einen dramatischen Verkehrsrückgang in der Innenstadt. Am ersten Tag befuhren 190.000 Fahrzeuge die Zone während des gebührenpflichtigen Zeitraums. Das stellt einen Rückgang um etwa 25 % dar. Angesichts von 45.000 befreiten Fahrzeugen lag der Gesamtrückgang damit bei über 30 %. Einzelne Stimmen meldeten eine Verkürzung der Fahrzeiten um die Hälfte. Etwa 100.000 Fahrer bezahlten die Gebühr selbst, 15.000 bis 20.000 waren Geschäftsfahrzeuge und geschätzte 10.000 Fahrer entrichteten die Gebühr nicht. Mit Einführung der Maut wurden auch 300 neue Busse (bei insgesamt etwa 20.000) in Betrieb genommen. Die Busunternehmen und die London Underground meldeten eine allenfalls leichte Zunahme der Passagierzahlen. Vereinzelt wurde hingegen berichtet, die zu Hauptverkehrszeiten ohnehin problematische Überfüllung hätte noch weiter zugenommen.
Anfangs vermutete man hinter dem reduzierten Verkehr die Schulferien, was sich jedoch als falsch erwies. Berichte zeigten einen kontinuierlichen Rückgang des Verkehrs im ersten Monat nach Inbetriebnahme der Maut. Dieser Rückgang lag bei mindestens 15 %, in der ersten Woche sogar bei 20 %. Obwohl präzise Statistiken außerhalb des Medieninteresses lagen, gilt die Maut als erfolgreich.
Am 23. Oktober 2003 veröffentlichte TfL einen Bericht, der die ersten sechs Monate nach Einführung der Maut untersuchte. Gemäß diesem Bericht reduzierte sich die durchschnittliche Zahl der in das Zentralgebiet einfahrenden Fahrzeuge um 60.000 gegenüber dem Vorjahr, was einer Verringerung der nicht befreiten Fahrzeuge um 30 % entspricht. 50 bis 60 % davon werden der Nutzung des ÖPNVs und 20 bis 30 % dem Vermeiden der Zone zugerechnet. Der Rest wird durch Fahrgemeinschaften, Verminderung der Fahrten, verstärktes Fahren außerhalb der Betriebsstunden des Mautsystems und vermehrten Einsatz von Zweirädern verursacht. Fahrzeiten haben sich laut Bericht im Mittel um 15 % verkürzt. Die Varianz der Fahrzeiten auf einer beobachteten, stark befahrenen Strecke sank ebenfalls.
Gemäß Bericht bewirkte die Maut nur einen geringfügigen Absatzrückgang im Einzelhandel. Im August 2003 verkündete die John Lewis Partnership einen um 8 % verminderten Absatz ihres Geschäfts in der Oxford Street während des ersten Halbjahres nach Inbetriebnahme des Mautsystems. Der Umsatz anderer Geschäfte außerhalb der Mautzone stieg jedoch, wie beispielsweise in Kingston upon Thames. TfL entgegnete, dass lediglich 0,5 % des Rückgangs der Maut angelastet werden könne, London leide an seiner langfristigen Unfähigkeit, seine Transportwege und Infrastruktur zu modernisieren. TfL behauptete, London werde sich dank der Maut langfristig positiv entwickeln.
Die Anzahl erteilter Bußgelder bezifferte der Bericht auf monatlich etwa 100.000, wobei gegen etwa 2000 davon durch Betroffene Widerspruch eingelegt wird. Der deutlich stärker als erwartet reduzierte Verkehr bedeutete für TfL einen Ertrag von lediglich 68 Millionen Pfund Sterling. Ursprünglich hatte TfL 130 Millionen avisiert. Das Mautsystem beeinflusst gemäß Bericht die Unfallzahlen nicht merklich, so dass der leicht rückläufige Trend erhalten bleibt.
Ein weiterer, im Oktober 2004 veröffentlichter Bericht gab an, dass bis 2010 nur 7 der 13 Regierungsvorgaben für den Verkehr in London erfüllt seien. Die Staus würden nicht hinreichend reduziert, was auf einen Fehler in den Richtlinien der Mauterhebung hindeute. Jedoch bezieht sich der Bericht auf Gesamt-London und die Staus können überwiegend den Einfallstraßen in den Vororten angelastet werden, in denen der Aufbau eines Nahverkehrsnetzes schwieriger ist und verstärkt das Kraftfahrzeug genutzt wird.
Einem im Mai 2006 veröffentlichten Bericht der BBC ist zu entnehmen, dass sich die US-Botschaft in London weigert, die Staugebühr zu bezahlen. Die US-Botschaft hält die Staugebühr für eine Steuer, von der Diplomaten nach dem Wiener Übereinkommen über diplomatische Beziehungen befreit seien. Allein im Zeitraum von Oktober 2005 bis Mai 2006 wurden gegen Fahrzeuge der US-Botschaft in London Bußgelder in Höhe von 271.000 £ verhängt, die aber wegen der diplomatischen Immunität nicht vollstreckt werden können. Auch andere Länder verweigern die Zahlung, darunter Russland, Japan und Deutschland.

## Mautgeschichte
In England existierten immer viele gebührenpflichtige Straßen, früher wie heute. Zölle kamen infolge des Verfalls der Straßen im späten 17. Jahrhundert auf. Dieser Verfall wurde durch die protestantische Reformation verursacht, da sich die katholischen Mönche nicht länger um die Straßen kümmerten. Am Ende des 18. Jahrhunderts war das englische Straßennetz überwiegend bezollt. Zollstraßen schaffte man schließlich im späten 19. Jahrhundert ab, nachdem die Konkurrenz der Eisenbahnen und die Proteste von Reisenden, die bei langer Strecke entsprechend oft Zölle entrichten mussten, übermächtig wurden.
Obwohl das Modell einer Innenstadtmaut weithin dem Londoner Oberbürgermeister Ken Livingstone zugeschrieben wird, gibt er selbst als Quelle für die Idee den Nobelpreisträger Milton Friedman an. Allgemeine Wegzölle wurden zuvor auch von anderen angepriesen, wie dem Ökonomen Adam Smith im 18. Jahrhundert.
Mitte der 1990er Jahre prüfte die britische Regierung Pläne, die der heutigen Maut ähnlich sind. Das London Congestion Research Programme befand im Juli 1995, dass Londons Wirtschaft von einem derartigen Programm profitieren würde. Der Greater London Authority Act of 1999 billigte jedem Bürgermeister Londons das Amtsrecht zu, ein Mautsystem einführen zu dürfen. Nach seinem Wahlsieg 2000 entschied Livingstone, dieses Recht wie in seinem Wahlmanifest versprochen zu nutzen und verhandelte mit interessierten Parteien. Das grundsätzliche Modell wurde im Februar 2002 vereinbart und mit einigen Kompromissen am 17. Februar 2003 in Betrieb genommen.
Nach Einführung der Maut gab es eine Reihe von zukünftig gewünschten Veränderungen. Livingstone kündigte eine formale Prüfung des Systems nur sechs Monate nach dessen Inbetriebnahme an. Ursprünglich war ein Jahr vorgesehen; dank des geglückten Starts verkürzte Livingstone die Zeitspanne jedoch. Am 25. Februar 2003 gab er bekannt, er könne keine Ereignisse vorhersehen, die es notwendig machen würden, die Höhe der Mautgebühr zu verändern, das könne sich jedoch in einigen Jahren ändern. Er deutete somit an, die 5 £ seien adäquat, um den Verkehr wie gewünscht zu hemmen.
Dieser Aussage widersprach er im November 2004 in einem Interview mit BBC London, als er angab, es sei immer klar gewesen, dass die Gebühr während seiner zweiten Amtszeit auf zumindest 6 £ erhöht werde. Am Ende des Monats vollführte Livingstone erneut einen Wechsel und sprach sich nun dafür aus, die Gebühr auf 8 £ für Privat- und 7 £ für Geschäftsfahrzeuge zu erhöhen. Geschäftsgruppierungen wie London First reagierten wütend auf diese Ankündigung und bezeichneten sie als „weder zufriedenstellend noch akzeptabel“. Der Anstieg auf 8 £ wurde formal am 1. April 2005 bekannt gegeben, zusammen mit Rabatten beim Kauf von Monats- und Jahreskarten.
Bereits kurz nach Einführung der Gebühr spekulierten Zeitungen, eine Erweiterung der Mautzone sei Teil von Livingstones Wiederwahl-Manifest (unter der Labour-Partei) im Jahr 2004. Tatsächlich erhob TfL im Februar 2004 Umfragedaten über eine westliche Erweiterung der Zone, die dann den Rest der City of Westminster und den Royal Borough of Kensington and Chelsea umfassen würde.
Im August 2004 veröffentlichte TfL die Ergebnisse der Umfrage. Viele der Befragten wollten keine Erweiterung, jedoch sprach Livingstone den Ergebnissen repräsentativen Charakter ab. Für Kritiker galt das als Bestätigung, dass die gesamte Befragung eine der rechtlichen Absicherung dienende Augenwischerei war.
Steven Norris, der 2004 für das Amt des Bürgermeisters aufgestellte Kandidat der Conservative Party, ist als heftiger Kritiker der Maut bekannt und bezeichnet sie, angelehnt an Ken Livingstone, als „Kengestion charge“. Er versprach, bei gewonnener Wahl die Maut abzuschaffen und unbezahlte Bußgelder zum 11. Juni 2004 zu erlassen. In einem Interview mit der Londoner Zeitung Evening Standard stützte der Vorsitzende der Konservativen Michael Howard seinen Kandidaten, indem er sagte, die Maut habe „unzweifelhaft“ einen schädlichen Einfluss auf die Geschäfte Londons.

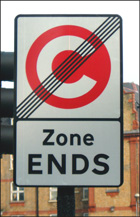
Schilder markieren die Grenze der Mautzone.

Simon Hughes, der Kandidat der Liberaldemokraten, unterstützte hingegen die Grundprinzipien des Modells. Er schlug unter anderem eine mögliche Zahlung am nächsten Tag, eine Verkürzung der Betriebsstunden auf 17 Uhr und 5 freie Tage im Jahr für jedes erfasste Fahrzeug vor.
Im Mai 2005 kündigte TfL eine weitere Befragung mit spezifischen Vorschlägen zur Erweiterung an. Diese enthielten einen Plan, den Umsatz von Londons Theatern, Restaurants und Kinos zu steigern, was durch eine um 30 Minuten verkürzte Mauterhebung erreicht werden sollte.
Infolge des Anschlags auf die Londoner U-Bahn wurde die Mauterhebung am 7. und 8. Juli 2005 ausgesetzt.
Nach Livingstones Wiederwahl und der im September 2005 erfolgten Bestätigung der westlichen Erweiterung wurde sie zum 19. Februar 2007 durchgeführt. Dadurch wurde die Fläche der Zone verdoppelt und umfasst nun auch Bezirke wie Kensington und Chelsea. Der Bürgermeister gab zu, dass durch die 230.000 rabattberechtigten Bewohner der erweiterten Zone eine Verkehrszunahme im bestehenden Bereich zu erwarten sei. Ein Großteil der zuvor Befragten lehnte die Erweiterung vehement ab. Das betraf insbesondere Geschäfte, die bereits um ihre Umsätze kämpfen müssen. Der Kernbereich des Londoner Einkaufsbereichs, die Oxford Street, befand sich jedoch bereits vor der Erweiterung in der Zone. Livingstone verteidigte seine Position mit ökologischen Gründen, jedoch gab Gerry Archer, der Vorsitzende der Climate Change Partnership des Bürgermeisters, an, nichts mit der Maut zu tun zu haben.

## Weitere Auswirkungen
Andere Städte mit Innenstadtmaut sind beispielsweise Oslo, Bergen, Trondheim, Mailand und Singapur. Singapur war 1975 die erste Stadt, die eine Maut einführte.
Dank der verkehrshemmenden Wirkung der Londoner Maut fordern einige, wie die linksorientierte Denkfabrik Institute for Public Policy Research, vergleichbare Systeme für andere Teile des Landes. Im November 2003 bestritt der für den Verkehr zuständige Staatssekretär Alistair Darling jedoch, dass mit Ausnahme von Edinburgh Städte mit der Bitte um Beihilfe zur Realisierung eines Mautsystems an die Regierung herangetreten seien. Nach der Veröffentlichung von Angeboten des englischen Transport Innovation Fund im November 2005 dürfte sich das jedoch ändern. Eine Maut in Edinburgh wird vorläufig als unwahrscheinlich gesehen, nachdem sich in einer Umfrage 75 % der Stimmenden dagegen aussprachen. Anders als in London, wo Ken Livingstone über hinreichend eigene Amtsgewalt verfügte, um die Maut zu veranlassen, benötigen andere Städte aufgrund des Transport Act 2000 die Zustimmung des Staatssekretärs für Verkehr.
Auch Städte anderer Länder beobachten das Londoner Modell. Beispielsweise zitierten Ratsmitglieder in Queens und Brooklyn einen Bericht der Londoner Handelskammer, der eine geschäftsschädigende Wirkung der Maut behauptete. Dadurch sollte der Bürgermeister von New York City, Michael Bloomberg, von einem Mautsystem abgeschreckt werden.

### Allgemeine Informationen
- Maut-Homepage der Transport for London
- Informationsunterseite auf Deutsch: Was müssen Sie über Citymautgebühren wissen?
- Auswirkungen der Congestion Charge
- Informationsseite der BBC London
- Darstellung der Mautzone auf OpenStreetMap

### Berichte
- Bericht (Memento vom 1. Januar 2006 im Internet Archive) über die ersten 6 Monate des Betriebs (PDF)
- Congestion Charging: A first review – Bericht aus dem Februar 2004 (englisch, PDF, 293 KiB)

### Zeitungsartikel
- London charge zone is security cordon too, says mayor, The Register, 19. Februar 2003
- Does London mayor’s 'ring of steel' breach UK Data Act?, The Register, 19. Februar 2003
- The London charge zone, the DP Act, and MS. NET, The Register, 21. Februar 2003
- 'No increase' in congestion charge, BBC News 25. Februar 2003
- Road toll up by 'at least £1' , BBC News, 1. November 2004
- Congestion charge may rise to £8, BBC News, 30. November 2004
- TfL changes rules to stop C-charge 'fleet' scheme (Memento vom 11. Mai 2005 im Internet Archive), Evening Standard, 9. Mai 2005
- Livingstone takes charge zone farther west despite opposition von The Times, 1. Oktober 2005
- Road toll 'fails to cut traffic'  BBC News, 27. Oktober 2004

### Technische Details
- Technische Details von der Transport for London
- Artikel über die technischen Details